# Friedhof Unterliederbach

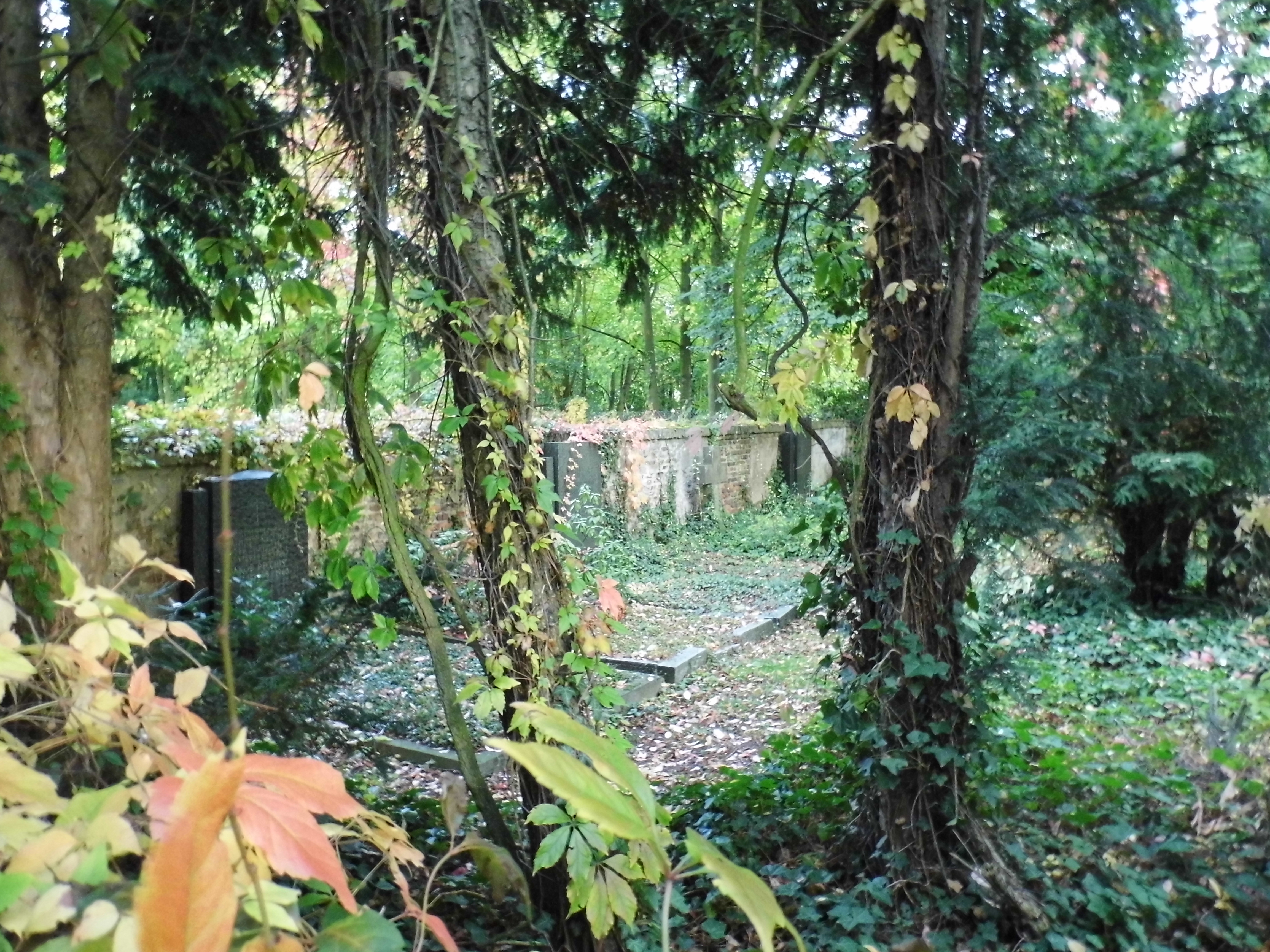
Unterliederbach, Friedhof

Der Friedhof Unterliederbach ist der ehemalige Friedhof von Frankfurt-Unterliederbach. Der Friedhof, der durch die Bundesautobahn 66 vom Ort getrennt nahe dem Main-Taunus-Zentrum liegt, wird nicht mehr belegt. Eine Vielzahl der erhaltenen Grabsteine steht unter Denkmalschutz. Der 1890 eröffnete Friedhof ist von einer Mauer umgeben und umfasst eine Fläche von 0,5 ha. 90 Gräber sind erhalten.
Die folgende Liste nennt die unter Denkmalschutz stehenden Grabsteine beginnend am Eingang im Westen an der Mauer im Uhrzeigersinn.
| Bild | Grab                                                                                              | Jahr                   | Beschreibung |
| ---- | ------------------------------------------------------------------------------------------------- | ---------------------- | --- |
|      | Reccius                                                                                           | 1914                   | Ädikula aus poliertem schwarzen Granit mit floraler Gravur im Giebelfeld |
|      | Pfeiffer                                                                                          | 1912                   | Neoklassizistische Ädikula aus gestocktem schwarzen Granit, Halbsäulen und polierter Schrifttafel. Steinmetze waren die Gebrüder Wagner                                                           |
|      | Pfeiffer                                                                                          | 1914                   | Neoklassizistische Wandstele aus schwarzem Granit mit unterschiedlicher Oberflächenbehandlung; zwischen Schriftspiegel und stilisiertem Giebel vermittelt ein Feston. Steinmetz Hofmeister        |
|      | Kern                                                                                              | 1922                   | Neoklassizistische übergiebelte Wandstele aus Kalkstein mit flächenfüllendem Relief eines trauernden Engels                                                                                       |
|      | Wagner                                                                                            | 1907                   | Übergiebelte Stele aus poliertem schwarzen Granit in zurückhaltenden neoklassizistischen Formen, Steinmetz Hofmeister, Frankfurt                                                                  |
|      | Wagner                                                                                            | 1902                   | Ädikula aus poliertem schwarzen Granit mit eingravierten floralen Ornamenten, Steinmetz Hofmeister                                                                                                |
|      | Engel                                                                                             | 1968 (Zweitverwendung) | Obeliskähnliche Stele aus poliertem schwarzen Granit |
|      | Wagner                                                                                            | 1922                   | Pfeilerädikula aus poliertem schwarzen Granit; eingelassen ein Relief mit dem Orpheusmotiv aus Galvanobronze, Steinmetz J. Rumpf                                                                  |
|      | März                                                                                              | 1915                   | Neoklassizistische Stele in Form einer Ädikula aus gestocktem Granit mit polierter Schrifttafel, Steinmetz vermutlich J. Rumpf                                                                    |
|      | Schellenberger                                                                                    | 1921                   | Einfache konische Kalksteinstele mit giebelförmigem Abschluss |
|      | Ziegler                                                                                           | 1919                   | Neoklassizistische in Flügelmauern auslaufende mittig durch vorgesetzte Blumenkästen betonte Ädikula aus gestocktem Granit, die Schrifttafel poliert, im Rundgiebel das Relief eines Rosenbuketts |
| 0    | Worm-Rossini                                                                                      | 1926                   | Dreijochige Wandstele unter flachem Architrav im Stil der frühen Moderne aus Kalksandstein |
|      | Weyl                                                                                              | 1918                   | Kalksteinstele mit dem Relief einer Trauernden |
|      | Wagner                                                                                            | 1922                   | Auf stereometrische Bauglieder reduzierte neoklassizistische Ädikula aus dunklem Granit, Steimetz J. Rumpf                                                                                        |
|      | Roeder                                                                                            | 1920                   | Neoklassizistische Ädikula aus gestocktem Granit, zwischen den geschliffenen Säulen eine Schrifttafel aus Marmor                                                                                  |
|      | Kriegsgefallene 1914–1918 (Bär-Christian-Euler-Schaefer-Lorenz-Münstermann-Schnell-Zentgraf-Ness) | 1918                   | Kleine Stele mit auf den Krieg bezogenen symbolischen Darstellungen |
|      | Berring                                                                                           | 1889                   | Grabmal von Johann Berring (1817–1889), Bürgermeister, Ädikula in Formen der Neorenaissance in hellem Sandstein                                                                                   |
|      | Kern                                                                                              | 1908                   | Granitstele mit reliefiertem den Stein umfassenden Engelskopf in barockisierenden Formen, Steinmetz J. Rumpf                                                                                      |